# Замфара
Замфара је једна од држава Нигерије. Налази се на северозападу земље, а главни град државе је Гусо. Држава Замфара је формирана 1996. године и има 3.838.160 становника (подаци из 2011). Најзначајније етничке групе у држави су Хауса, Дукава, Гвари, Камуку и Камбари. Ово је једна од држава Нигерије у којима је уведен шеријатски закон. 